# Cerco de Damasco (1400)
O cerco de Damasco foi um confronto militar que ocorreu em 1400. O Império Timúrida, em expansão sob o seu fundador, Tamerlão, cercou e tomou Damasco, então na posse do sultanato mameluco do Egito. Quando as tropas de Tamerlão retiraram, saquearam a cidade e massacraram grande parte da sua população.

## Contexto
Tamerlão foi um dos líderes mais poderosos da Ásia Central desde Gengis Cã. Através de longas e incansáveis guerras, ele procurou reconstruir o Império Mongol dos seus antecessores. Antes do fim de 1399, Tamerlão entrou em guerra com o burjida Faraje (Nasir Adine Faraje), sultão mameluco do Egito, e invadiu a Síria, uma possessão mameluca. As tropas de Tamerlão tomaram Alepo, onde massacraram muitos dos habitantes. O líder turco-mongol ordenou a construção de uma torre com 20 000 crânios fora da cidade.
Após ter esmagado Alepo, Tamerlão tomou as cidades de Hama, Homs e Baalbek, que se renderam sem oferecer resistência. Marchou então para Damasco, ao mesmo tempo que enviou destacamentos de cavalaria para pilharem Tiro e Sídon.

## Batalha
Faraje demorou a reagir, tendo conduzido o seu exército primeiro para Gaza. Quando chegou a Damasco, onde Tamerlão já tinha sob controlo os acessos a ocidente, a discórdia entre os líderes mamelucos estava instalada, com alguns generais muito receosos de enfrentarem os timúridas e outros que opinavam que o desastre de Alepo tinha sido um acidente e que deviam atacar Tamerlão imediatamente. Encontrando-se nesta posição enfraquecida, Faraje recebeu outra carta de Tamerlão, com as exigências por ele impostas para fazer a paz e que já tinha apresentado antes: os mamelucos deveriam depor as armas; o sobrinho de Tamerlão, Atilmixe, refém dos mamelucos, deveria ser entregue; e o nome de Tamerlão deveria ser incluído nas orações de sexta-feira. Desta vez Faraje deu sinais de aceitar as condições, mas não deu qualquer resposta no prazo dado de cinco dias.
No fim do prazo, surpreendentemente, Tamerlão, em vez de atacar, retirou para leste, o que levou os sitiados a fazer uma saída da cidade para o perseguirem. Este ataque foi repelido, provocando elevadas baixas entre os damascenos e a raiva de Tamerlão. Faraje tentou ganhar tempo alegando que o ataque tinha sido devido a uma revolta popular na cidade e que não tinha sido comandado por qualquer dos seus generais. Tamerlão voltou a estacionar o seu exército e a cercar a cidade. Segundo algumas fontes, ao amanhecer do dia seguinte o exército egípcio tinha debandado da planície — alguns emires tinham tido notícia de uma revolta no Cairo e tiraram as suas divisões do campo de batalha, sendo seguido do sultão. Tamerlão enviou a sua cavalaria atrás dos mamelucos, que foram desbaratados. Todas as fontes falam numa derrota de Faraje no exterior das muralhas de Damasco, que deixou a cidade à mercê dos timúridas.
Devido a Damasco dispor de sólidas fortificações e estar bem aprovisionada para um cerco, Tamerlão achou prudente oferecer um acordo de rendição. Outras fontes dão a entender que a iniciativa de encetar negociações foi dos mamelucos, que teriam enviado emissários do Cairo para falar com os timúridas.[carece de fontes?] Após algumas negociações, nas quais um dos intervenientes por parte dos mamelucos foi ibne Caldune, as condições dos sitiantes foram aceites e as tropas de Tamerlão marcharam através das portas das muralhas. Foram dadas ordens estritas a proibir pilhagens e aqueles que desobedeceram foram crucificados no mercado público. Estas medidas tinha como objetivo assegurar ao povo de Damasco que o novo governante era benevolente e justo. Não obstante a cidade propriamente dita ter-se rendido, a guarnição da fortaleza principal continuou a resistir, e fê-lo com determinação durante um mês. A fortaleza acabou por cair quando as suas paredes foram parcialmente derrubadas, aquecendo-as com nafta em fogo, seguidamente arrefecendo-as com vinagre e finalmente martelando-as. Os soldados defensores foram escravizados e o governador foi decapitado.
Tamerlão pediu então um tributo avultadíssimo, impossível de pagar. Depois, clamando vingança pelo assassínio de Ali — Tamerlão era xiita e os sunitas de Damasco, nomeadamente os omíadas, eram apontados como os assassinos de Ali, que para os xiitas era o legítimo sucessor de Maomé, — mandou pilhar a cidade e incendiar a Mesquita dos Omíadas. As pilhagens puseram a cidade a ferro e fogo durante três dias. Todos os objetos valiosos foram roubados, muitos edifícios foram queimados e muitos habitantes foram massacrados ou escravizados. As cabeças dos executados foram empilhadas num campo junto no exterior da esquina nordeste da muralha, onde atualmente existe um praça chamada Burj al-Ru'us ("torre das cabeças"). Numerosos artesãos foram levados para Samarcanda, a capital timúrida. Damasco, até então uma das maiores cidades do mundo e uma das mais importantes do mundo árabe, nunca mais recuperou a sua antiga glória depois dessa destruição.

## Rescaldo
Depois da captura de Damasco, o império neo-mongol de Tamerlão passou a fazer fronteira com outra potência emergente na região, o Império Otomano. As duqas potências não tardariam a entrar em confronto direto. O sultão otomano Bajazeto I (r. 1389–1402) exigiu tributo a um dos beilhiques da Anatólia que tinham declarado lealdade a Tamerlão e ameaçou com invasão. Tamerlão interpretou isso como um insulto a ele próprio e em 1400 saqueou a cidade otomana de Sebaste (atual Sivas). Mais tarde, em 20 de julho de 1402, Tamerlão derrotaria Bajazeto na Batalha de Ancara.